# NGC 6687
NGC 6687 ist eine Spiralgalaxie vom Hubble-Typ Sd im Sternbild Drache am Nordsternhimmel. Sie ist schätzungsweise 160 Millionen Lichtjahre von der Milchstraße entfernt.
Das Objekt wurde am 11. Juli 1883 von Lewis Swift entdeckt.